# История Республики Корея
История Южной Кореи описывает развитие южной части Корейского полуострова начиная с 1945 года до сегодняшнего дня. История Южной Кореи начинается с советско-американского соглашения в конце лета 1945 года о разделении сфер влияния на полуострове, достигнутого в ходе Потсдамской конференции. По этому договору, до создания единого Корейского государства, ответственность за разоружение японской армии южнее 38 параллели переходила США, а ответственность за разоружение японской армии севернее 38 параллели — Советскому Союзу.
В соответствии с резолюцией Генеральной Ассамблеи ООН ноября 1947 года была сформирована международная рабочая группа по подготовке проведения всеобщих демократических выборов на территории Корейского полуострова. Данная группа состояла из представителей многих государств. Однако, Советская оккупационная администрация не пустила эту группу на часть территории Корейского полуострова, которую она контролировала, то есть к северу от 38 параллели. Данная группа вернулась и сделала доклад в ООН, в результате чего была принята резолюция Генеральной Ассамблеи ООН в феврале 1948 года, предусматривающая проведение всеобщих выборов на той части Корейского полуострова, на которой это было возможно, с последующим проведением всеобщих выборов в той части Корейского полуострова, где это в настоящий момент невозможно (на данный момент вторая часть резолюции не выполнена, что и привело к созданию Корейской Народно-Демократической Республики (КНДР)). Резолюция была выполнена только в первой части в 1948 году, и это привело к созданию 15 августа 1948 года Республики Корея. 9 сентября 1948 года было провозглашено создание КНДР.
В истории страны чередовались периоды демократического и авторитарного управления. Гражданские правительства в стране пронумерованы от Первой Республики Ли Сын Мана до нынешней Шестой Республики. Первая Республика, демократическая в начале, становилась всё более автократической вплоть до своего окончания в 1960 году. Вторая Республика основывалась на демократических принципах, но была свергнута менее чем за год, после чего в стране появилось военное правительство. Третья, Четвёртая и Пятая Республики номинально считались демократическими, однако считается, что они были продолжением военного управления. С установлением Шестой Республики, управление страны вновь вернулось на демократические рельсы.
Со времени своего основания Южная Корея прошла большой путь в развитии своего образования, экономики и культуры. В 1960-х годах страна была одной из беднейших в регионе, тогда как сейчас — это развитое промышленное государство. Начиная с 1990-х годов корейская популярная музыка, телевизионные сериалы и кинематограф становятся всё более популярными в других странах мира, особенно в Юго-Восточной Азии — феномен, известный как «корейская волна».

## Американское военное правительство
После поражения Японии во Второй мировой войне Корейский полуостров был поделён на американскую и советскую оккупационные зоны. Линия разделения прошла по 38 параллели. Американские войска под началом генерал-лейтенанта Джона Ходжа высадились в районе Инчхона 8 сентября 1945 года. Ходж затем возглавил военное правительство страны.
Страна в то время находилась в плачевном состоянии, из-за нескольких причин. Во-первых, ещё чувствовались последствия японского колониального правления. Во-вторых, американское правительство не было подготовлено к управлению страной — многие из его действий в первое время имели дестабилизирующий эффект из-за незнания политической ситуации в Корее. В-третьих, в стране в то время было огромное количество беженцев с севера и людей, вернувшихся после войны в родные места.
В августе с согласия японских властей была образована Корейская Народная Республика, объявленная вне закона сразу после высадки американских войск, после чего лидер Народной Республики, Ё Унхён ушёл со своего поста и сформировал Рабочую Народную Партию. Американская администрация также отказалась признать легитимность Временного правительства, которое возглавлял Ким Ку.

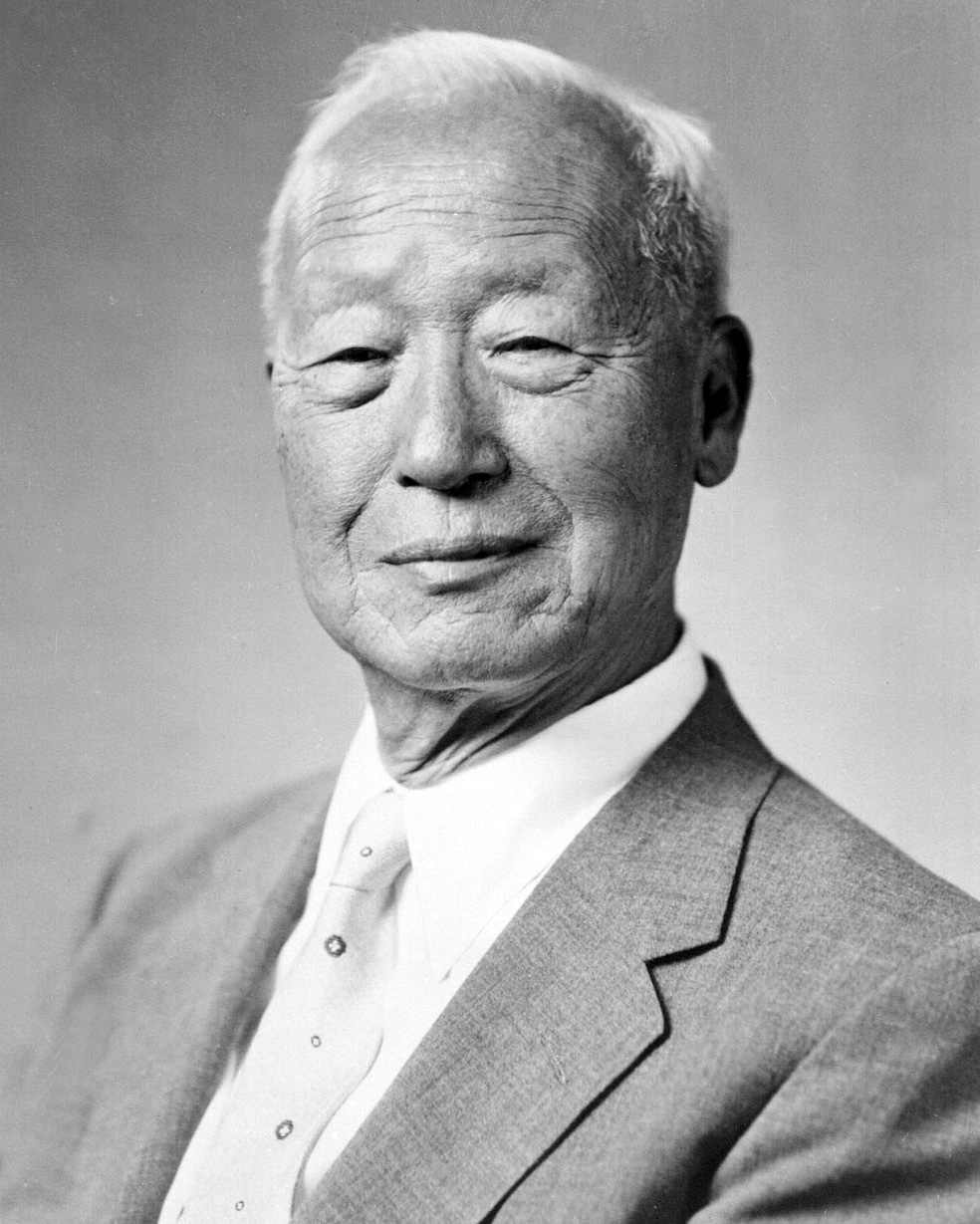
Ли Сын Ман

## Первая Республика
Республика Корея была основана 15 августа 1948 года. Республика Корея заявляет о преемственности с Временным правительством, созданным 13 апреля 1919 года. Данная преемственность основана на факте победы одного из основателей Временного правительства — Ли Сын Мана на всеобщих президентских выборах, прошедших под эгидой ООН с участием международных наблюдателей, и во исполнение Резолюции Генеральной Ассамблеи ООН февраля 1948 года. Но данные выборы проходили без участия влиятельной Коммунистической партии Кореи (согласно проведённым американцами опросам, около 70% жителей Юга разделяли социалистические идеи), деятельность которой на Юге была запрещена американскими оккупационными властями. Первым президентом стал Ли Сын Ман; а 9 сентября 1948 года образовалась Корейская Народно-Демократическая Республика во главе с Ким Ир Сеном. В том же году была принята первая конституция Южной Кореи.
Режим Ли Сын Мана быстро обрёл черты правой авторитарной диктатуры, в 1948-1949 году многие его политические противники были или убиты, или вынуждены бежать на Север.
В апреле 1948 г. на острове Чеджудо произошло восстание из-за конфликта эмигрантов с континента и местными жителями острова. В ходе его подавления правительственные войска убили, по разным оценкам, от 14 до 20 тысяч жителей острова.
Период Первой Республики был отмечен войной между Северной и Южной Кореями, проходившей с активным участием вооружённых сил США, Китая и СССР. Война нанесла огромный материальный и экономический ущерб обеим странам.
Первая Республика завершила своё существование в 1960 году после «апрельской революции» и последовавших за ней выборов.

## Вторая Республика

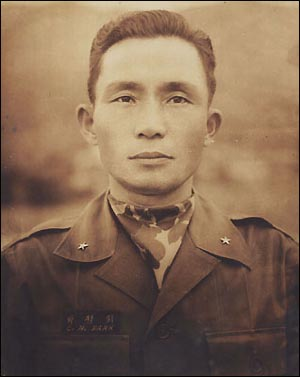
Пак Чон Хи

После студенческой революции власть на короткое время перешла ко временной администрации во главе с Хо Чоном. 29 июля 1960 года состоялись выборы, на которых победила Демократическая Партия. Это событие ознаменовало переход ко Второй Республике. Президентом был выбран Юн Бо Сон.

### Военное правительство
Военная элита, неудовлетворённая политикой, проводимой лидерами Второй Республики, решили взять власть в свои руки, и уже в 1961 году власть после военного переворота оказалась в руках генерал-майора Пак Чон Хи.

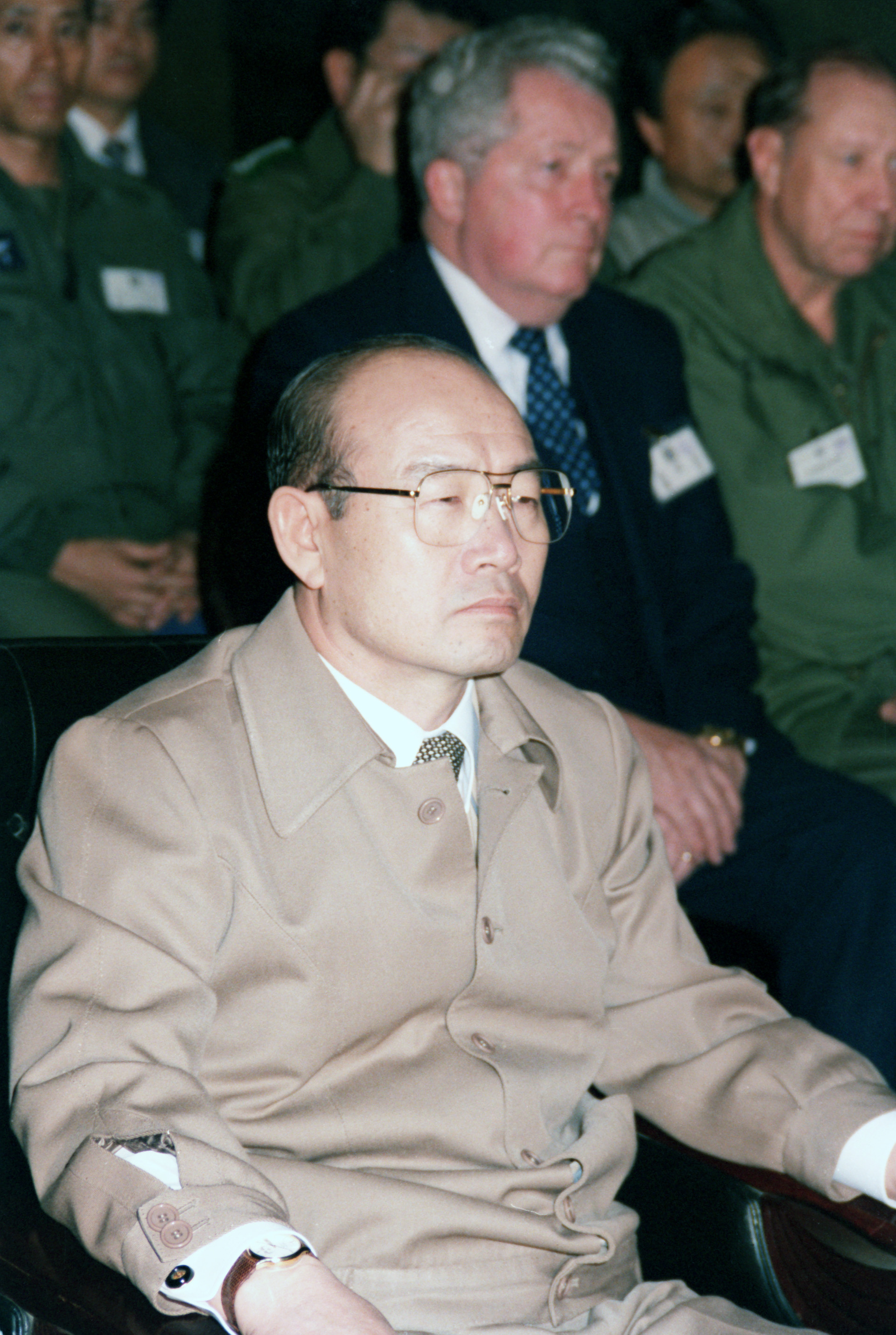
Чон Ду Хван

Военные заявили о намерении вернуть страну на демократические рельсы как можно быстрее, и в 1963 году состоялись выборы, в результате которых президентом стал генерал Пак.

## Третья Республика
Пак одержал победы и в следующих выборах, состоявшихся в 1967 году, набрав 51,4 % голосов. В 1971 году генерал Пак Чон Хи объявил чрезвычайное положение в стране.
Во время Третьей Республики был ратифицирован мирный договор с Японией, а отношения с США стали более близкими, в основном благодаря легализации размещения американских вооружённых сил на территории страны. Южная Корея оказывала поддержку США во время Вьетнамской войны; через боевые действия прошло в общей сложности около 300 000 южнокорейских солдат.
В экономической сфере наметился серьёзный прогресс, принятые экономические меры позволили существенно увеличить ВВП страны.

## Четвёртая Республика
Четвёртая республика началась с принятия в 1972 году конституции Юсин, укреплявшей роль президента в управлении государством. Из-за продолжавшихся антиправительственных выступлений генерал Пак Чон Хи в 1974 году продлил чрезвычайное положение на неопределённое время. Во время Четвёртой республики продолжались аресты инакомыслящих.
Этот период в истории страны характеризовался регрессом демократических ценностей в политике на фоне быстро растущей экономики.

## Пятая Республика
После убийства генерала Пака в 1979 году и захвата власти генералом Чон Ду Хваном в том же году страну захлестнула волна демократических демонстраций, кульминацией которых стала печально известная бойня в Кванджу.
Восемь лет борьбы за демократию не прошли даром: в 1987 году после массовых протестов в июне в Южной Корее прошли демократические президентские выборы.

## Шестая Республика
Шестая Республика ознаменовалась переходом страны на демократические принципы управления. В 1992 году в стране был избран первый гражданский президент Ким Ён Сам.
Экономика страны в этот период продолжала бурно развиваться, страдая, однако, от глобальных экономических кризисов.